# Interstate 69
L'Interstate 69 (I-69) è un'autostrada statunitense della Interstate Highway che si estende per 572,6 chilometri e collega Indianapolis con il confine canadese sul Blue Water Bridge presso Port Huron.